# Distribución de Chernoff
En teoría de la probabilidad, la distribución de Chernoff, llamada así por el matemático americano Herman Chernoff, se trata de la distribución de probabilidad de la variable aleatoria
{\displaystyle Z={\underset {s\in \mathbf {R} }{\operatorname {argmax} }}\ (W(s)-s^{2}),}
donde W es un proceso de Wiener "de dos caras" (o "movimiento browniano" de dos caras) que satisface W (0) = 0. Si
{\displaystyle V(a,c)={\underset {s\in \mathbf {R} }{\operatorname {argmax} }}\ (W(s)-c(s-a)^{2}),}
entonces V (0, c ) tiene una densidad de
{\displaystyle f_{c}(t)={\frac {1}{2}}g_{c}(t)g_{c}(-t)}
donde g c tiene transformada de Fourier dada por
{\displaystyle {\hat {g}}_{c}(s)={\frac {(2/c)^{1/3}}{\operatorname {Ai} (i(2c^{2})^{-1/3}s)}},\ \ \ s\in \mathbf {R} }
y donde Ai es la función Airy. De esta forma, f c es simétrica sobre 0 y la densidad ƒ Z = ƒ 1. Groeneboom (1989) lo demuestra con
{\displaystyle f_{Z}(z)\sim {\frac {1}{2}}{\frac {4^{4/3}|z|}{\operatorname {Ai} '({\tilde {a}}_{1})}}\exp \left(-{\frac {2}{3}}|z|^{3}+2^{1/3}{\tilde {a}}_{1}|z|\right){\text{ as }}z\rightarrow \infty }

## Historia
Groeneboom, Lalley y Temme afirman que la primera investigación de esta distribución fue probablemente realizada por Chernoff en el año 1964, ya que él estudió el comportamiento de un determinado estimador de un modo. En su artículo, Chernoff logró caracterizar la distribución gracias a una representación analítica mediante la ecuación de calor con condiciones de límite adecuadas. Sin embargo, los primeros intentos de tratar de aproximar la distribución de Chernoff mediante la resolución de la ecuación de calor no fueron capaces de poder obtener una precisión debidamente satisfactoria por culpa de la naturaleza de las condiciones de contorno. El cálculo de la distribución se aborda y estudia, por poner un ejemplo, en Groeneboom y Wellner (2001).
La conexión de la distribución de Chernoff con las funciones de Airy también fue encontrada de forma independiente por Daniels y Skyrme y Temme, tal y como es citado en Groeneboom, Lalley y Temme. Estos dos artículos, junto con Groeneboom (1989), fueron escritos en el año 1984.